# Izaak Dunajewski
Izaak Osipowicz Dunajewski (ros. Исаа́к О́сипович Дунае́вский; ur. 18 stycznia?/30 stycznia 1900 w Łochwicy, zm. 25 lipca 1955 w Moskwie) – radziecki kompozytor i dyrygent żydowskiego pochodzenia; prowadził orkiestry m.in. w Charkowie i Moskwie. Tworzył pieśni, balety, operetki, pisał również muzykę do przedstawień teatralnych i filmów. Uważany za twórcę „jazzu rosyjskiego”. Ludowy Artysta RFSRR (1950), laureat dwóch Nagród Stalinowskich (1941, 1951).
Pochowany na Cmentarzu Nowodziewiczym w Moskwie.
Najbardziej znane utwory:
- Muzyka do filmów Świat się śmieje i Wołga-Wołga
- Marsz sportowy
- Pieśń o Ojczyźnie (ros. Песня о Родине, tekst Wasilij Lebiediew-Kumacz) z filmu Cyrk (1936) – prawykonanie Lubow Orłowa

## Muzyka filmowa
- 1934: Świat się śmieje
- 1935: Trzej towarzysze
- 1936: Cyrk
- 1936: Dzieci kapitana Granta
- 1938: Bogata narzeczona
- 1938: Wołga-Wołga
- 1940: Jasna droga
- 1947: Wiosna
- 1949: Wesoły jarmark
- 1949: Koncert Zosi

## Nagrody i odznaczenia
- Ludowy Artysta RFSRR (1950)
- Nagroda Stalinowska (1941)
- Nagroda Stalinowska (1951)